# Pyrrhotite
La pyrrhotite est une espèce minérale composée de sulfure de fer, de formule Fe1-xS, 0 < x < 0,20, à structure type nickéline, dureté 3½-4½, de couleur jaune–bronze, noircissant à l'air. La pyrrhotite cristallise en lamelles {001}.

## Historique de la description et appellations

### Inventeur et étymologie
Décrit par Johann August Friedrich Breithaupt en 1835. Du grec "pyrrothes" signifiant roux, en référence à sa couleur.

### Topotype
Mine de Chichibu, Akaïwa, Japon

### Synonymie
- dipyrite (Readwin)
- hépatopyrite [3]
- magnétopyrite [4]
- pyrrhotine

## Caractéristiques physico-chimiques

### Variétés
- Cobaltoan Pyrrhotite : Variété cobaltifère de la pyrrhotite, connue à Elbrus caldera, Elbrus, Nord-Est de la région du Caucase, Russie[5].
- Nickeloan Pyrrhotite : « pyrrhotite nickélifère ». Co-croissance de pyrrhotite et pentlandite connue dans de nombreuses occurrences, notamment en France dans l'Ariège : Étang de Lers, Col d'Agnès, Aulus-les-Bains, Saint-Girons[6]; et à La Freychinède.

## Cristallochimie
La pyrrhotite existe en plusieurs polytypes avec composition typique dans le domaine Fe1-xS qui diffèrent par l'ordonnancement des cations et des lacunes, toujours dans une structure de base nickéline : 
- polytype 4M (Fe7S8) groupe d'espace A 2/a
- polytype  5H (Fe9S10)
- polytype 6H (Fe11S12).

La plupart des pyrrhotites semblent être une inter-croissance des polytypes 4M et 5H.

## Cristallographie
- Paramètres de la maille conventionnelle :a = 12,811 Å, b = 6,87 Å, c = 11,885 Å, Z = 26; bêta = 117,3 ° V = 929.51
- Densité calculée = 3,95

## Gîtes et gisements

### Gîtologie et minéraux associés
GîtologieLa genèse typique est magmatique ; la genèse hydrothermale étant moins commune.
Minéraux associéspyrite, marcassite, chalcopyrite, pentlandite, magnétite, calcite, dolomite.

### Gisements remarquables
- Canada

Blue Bell Mine, Riondel, Slocan Mining Division, Colombie-Britannique,
- France

Fumade, Castelnau-de-Brassac, Tarn 
Mine de Montbelleux, Luitré, Ille-et-Vilaine
Bois du Roi, Les Chaillats (Chaillat), Servant, Puy-de-Dôme
- Kosovo

Complexe minier de Trepča, Mitrovica,
- Mexique

Santa Eulalia District Chihuahua 

## Utilisation en construction
La pyrrhotite peut gonfler en présence d'humidité. Sa présence dans le béton conduit à l'éclatement de celui-ci et entraîne de graves malfaçons dans les constructions. C'est le cas dans plusieurs centaines de maisons dans la région de Trois-Rivières (Québec) où les fondations de plusieurs centaines de maisons devront être refaites à cause de la présence de pyrrhotite dans le gravier utilisé pour le béton des fondations.
Ce problème entraîne des coûts pouvant dépasser les 150 000 $ canadiens (environ 100 000 €) par maison. Ces coûts ne sont pas toujours couverts par les assurances "Constructions".
Le premier ministre canadien Justin Trudeau a promis en avril 2016 une aide fédérale de 30 M$ canadiens (20 M€) permettant à 400 autoconstructeurs de bénéficier d'une aide de 75 000 $ pour refaire intégralement les fondations de leur maison.

## Galerie

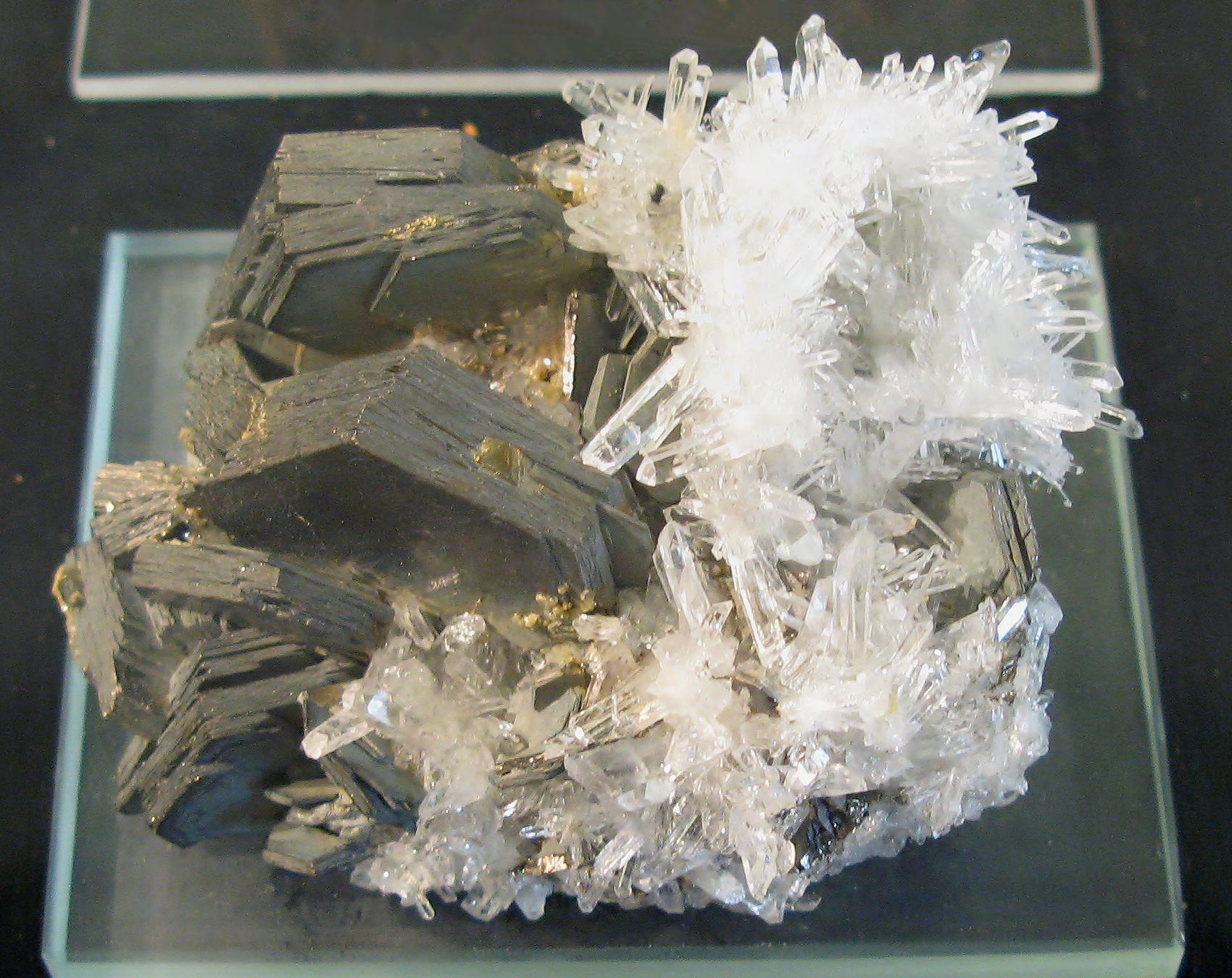
Pyrrhotite et quartz - Mine de Trepçà - Kosovo
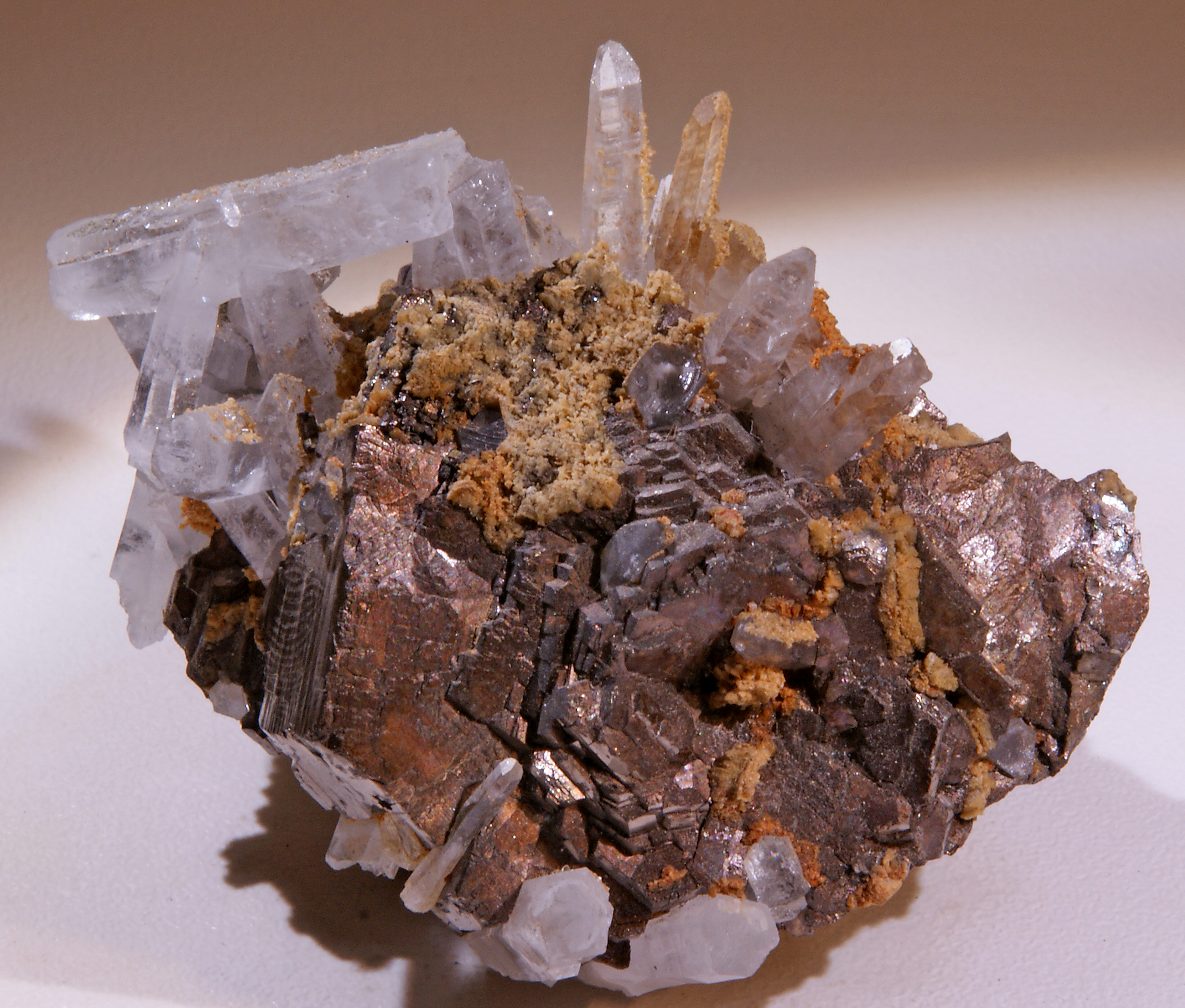
Pyrrhotite et quartz Bluebell Mine - Colombie Britannique - Canada (7x4 cm)
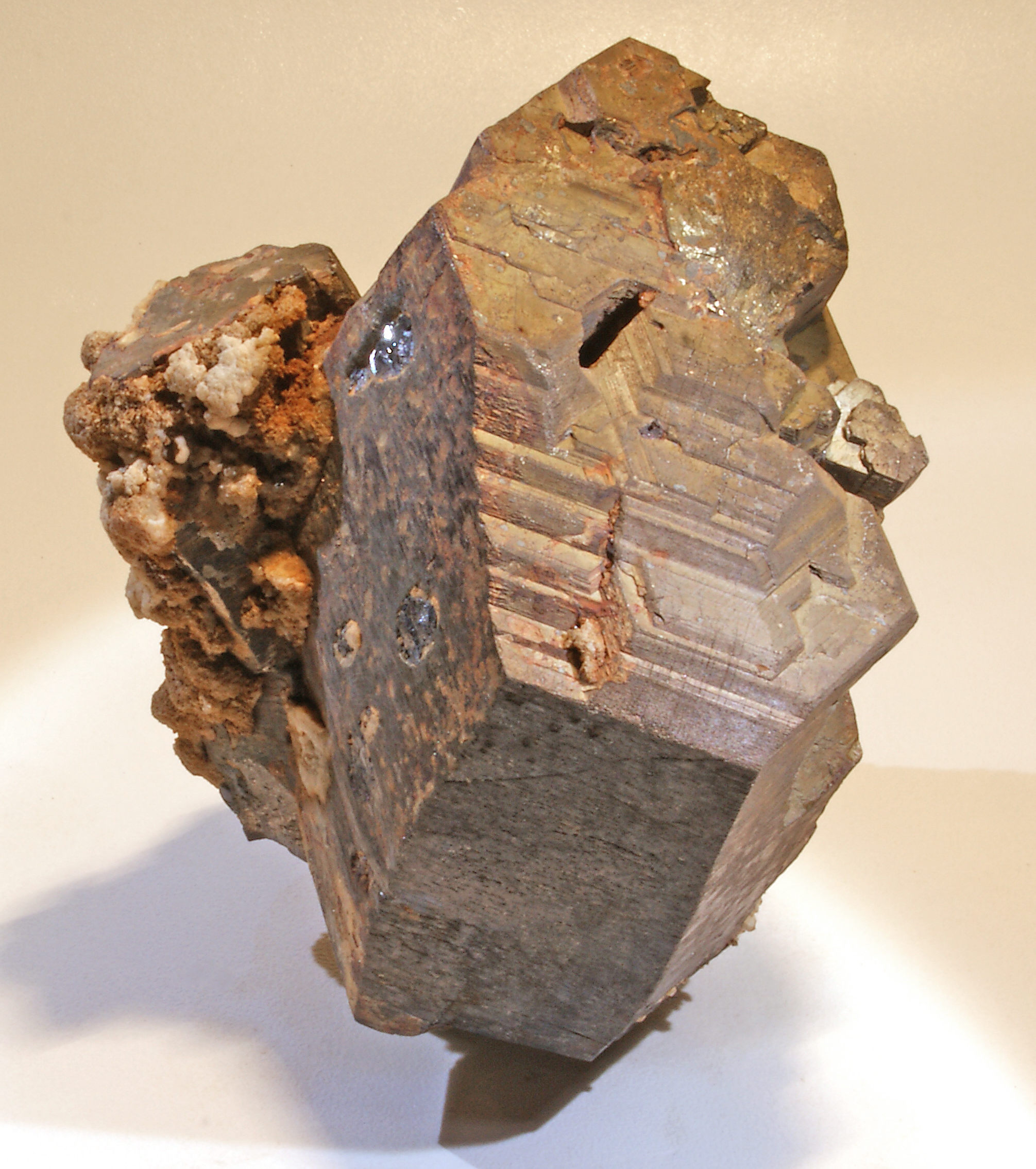
Pyrrhotite – Mine de Santa Eulalia (Chihuahua) Mexique Monocristal biterminé (7,5x7 cm)